# 挪威国铁73型电力动车组
挪威国铁73型动车组（NSB Class 73）是根据瑞典的X2000列车改进而来的一种电力动车组，挪威国铁将它用作长距离的城际列车线路。同原型X2000相比，它由动力集中式改为动力分散式。挪威用于机场快线的71型动车组同样改自X2000型列车，不同之处在于，最初的71型有3节车厢，而73型为4节。同时73型保留了X2000的摆动功能，71型则将其取消。